# Lonneker

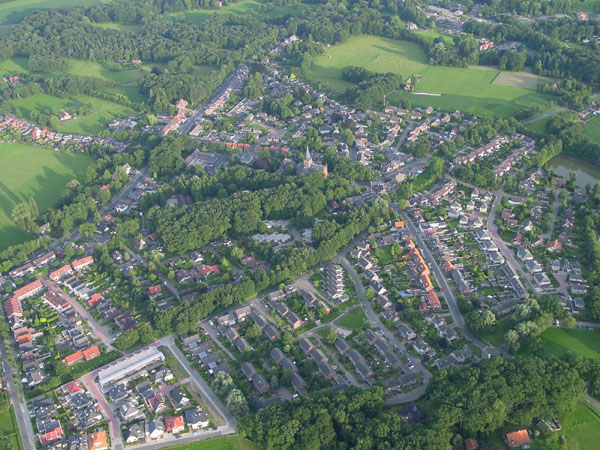
Groot deel van Lonneker op luchtfoto uit noordelijke richting

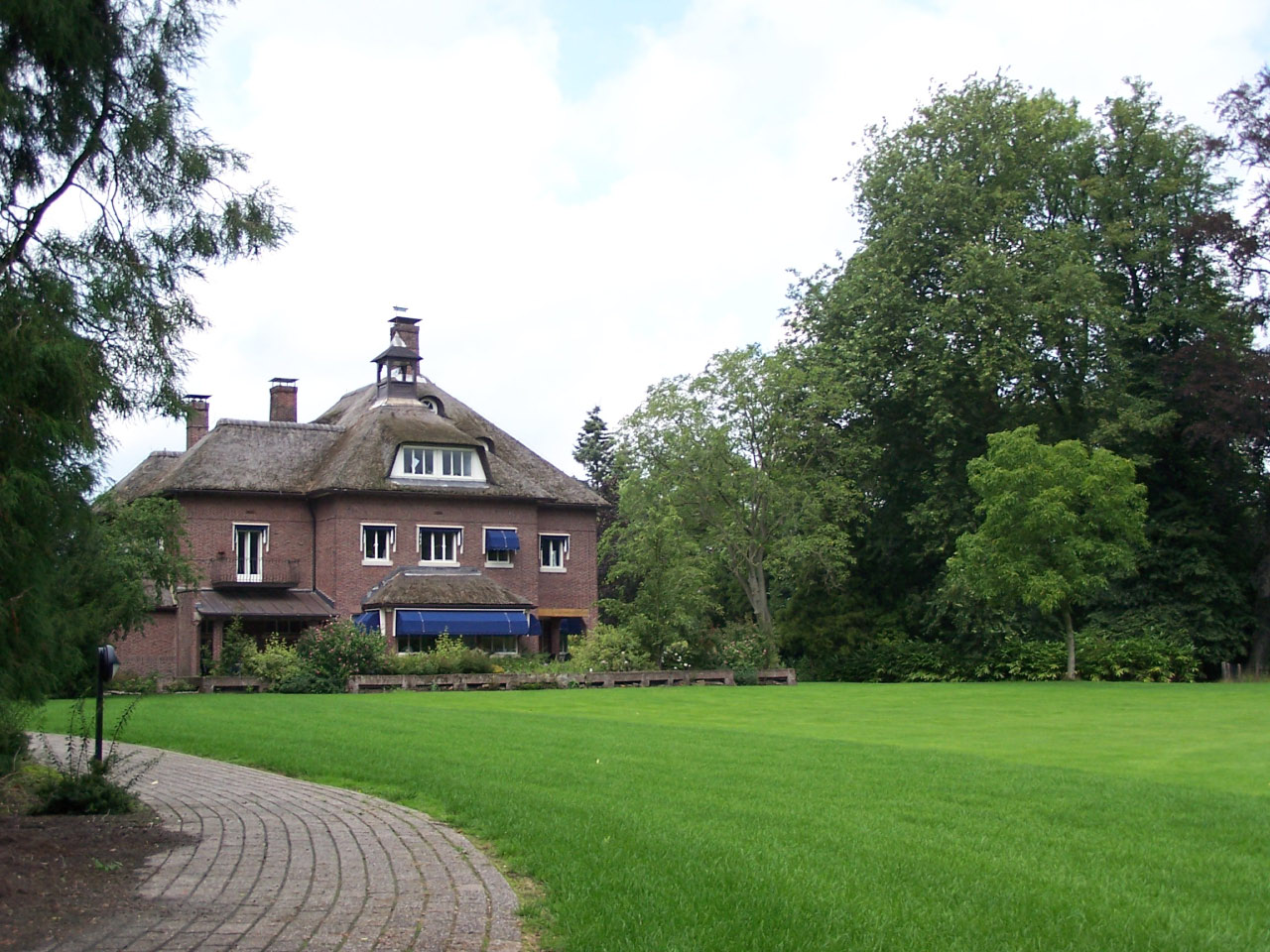
Huis Amelink, vroeger bewoond door familie Blijdenstein

Lonneker (Nedersaksisch: Lönniker, Lönnker of Lönker) is een dorp behorend tot de gemeente Enschede met 1910 inwoners (2022). Het dorp ligt ten noorden van Enschede in de regio Twente. Tot 1934 was Lonneker een zelfstandige gemeente. Lonneker heeft geen eigen postcode. In het postcodeboek valt het dorp onder de plaatsnaam Enschede.

## Geschiedenis
Lonneker wordt voor het eerst rond de 9e/10e eeuw genoemd in een goederenlijst van het stift Werden aan de Ruhr (Bisdom Münster). Tot de bezittingen te Loningheri behoorden de oude erven Effuk (tegenwoordig Voortman) en Uuilger (tegenwoordig Wigger). De buurschap Lonneker maakte later deel uit van het kerspel en het richterambt Enschede als onderdeel van het drostambt Twente. Omstreeks 1820 werd er in Lonneker een eerste, rooms-katholieke, kerk gebouwd, de Jacobus de Meerderekerk.
Lonneker werd in 1811 een zelfstandige gemeente, gevormd uit het voormalige richterambt Enschede, zonder de stad Enschede en de Esmarke. Bij een wijziging in 1818 werd ook de Esmarke aan Lonneker toegewezen. In 1881 werd een deel van de oude marke Driene overgedragen aan het sterk gegroeide Hengelo en in 1884 kreeg Enschede ten koste van Lonneker er een groot gebied bij. Het gevolg was dat Lonneker een van de weinige gemeenten in het land werd met een gemeentehuis buiten de eigen gemeentegrenzen en wel te Enschede. Reeds tijdens de Eerste Wereldoorlog werd er gesproken over een samenvoeging van Enschede en Lonneker, maar pas per 1 mei 1934 werd Lonneker door Enschede geheel geannexeerd.
De toenmalige burgemeester van Lonneker M.A.H.M Stroink (1865-1930), burgemeester van 1906 tot zijn dood, was fel tegen de samenvoeging van Lonneker en Enschede. Tijdens zijn burgemeesterschap kreeg Lonneker aansluiting op het elektriciteits- en telefoonnet en een net van verkeerswegen. Ter ere van deze Stroink staat er een bakstenen zitbank aan de Burgemeester Stroinkstraat in Twekkelo.
In 1851 werd de Lonneker Molen gebouwd nadat de oudere molen in 1847 was afgebrand. In 2016 liep de Lonnekermolen brandschade op, maar deze keer kon de molen worden gerestaureerd.
Vanaf 1890 was het dorp Lonneker aangesloten op het spoorwegnet van de Geldersch-Overijsselsche Lokaalspoorweg-Maatschappij (GOLS), maar het personenvervoer werd in 1934 alweer gestaakt. Tot in de jaren zeventig van de vorige eeuw was er nog beperkt goederenvervoer tussen Enschede en Lonneker, maar daarna is de lijn geheel opgeheven en opgebroken.
Op het grondgebied van de gemeente Lonneker werd in 1929 het Vliegveld Twente aangelegd en in de Tweede Wereldoorlog uitgebreid met Zuidkamp.

## Onderwijsinstellingen
Lonneker telde in 2019 twee basisscholen, de Lonnekerschool en de Sint Liduina-school, en een peuterspeelzaal.

## Evenementen
Er worden vaak evenementen georganiseerd in Lonneker. Er is op feestdagen als Pinksteren, Hemelvaart en Koningsdag altijd een podium met muziek.
Jaarlijkse hoogtepunten zijn onder andere Koningsdag met de braderie, het Hillbilly Veldfeest, het Blaaskapellenfestival op Hemelvaartsdag, Familievoetbal op 2e pinksterdag en de kermis met feesttent en een playbackshow. Naast bovengenoemde zijn er meer terugkerende evenementen zoals de Sinterklaasintocht, het paasvuur en de lampionoptocht.

## Sportverenigingen
- LSV Lonneker voetbal
- GVVL gymnastiek, volleybal
- HALO handbal
- TCL tennis
- IJsclub Lonneker schaatsen

## Geboren
- Herman Amelink, politicus
- Geertruida ten Cate Hoedemaker, schilderes
- Gerrit Jan van Heek Jr., textielfabrikant
- Henny Iliohan, voetbalbestuurder
- Willem Janssen, voetballer en drievoudig international
- Maria ter Kuile-van Heek, schilderes
- Juliaan Lodewijk van Nahuys, burgemeester
- Dennis ten Vergert, zanger, acteur
- Maaike Vos, deelnemer aan het derde seizoen van X Factor

## Overleden
- Gerrit Doorwaard Niermans, architect
- Benjamin Willem ter Kuile, textielfabrikant
- Ferdinand Jan Ormeling sr., geograaf
- Adolf Willem Storm van 's Gravesande oud burgemeester Lonneker